# Franz Steiner (Politiker, 1924)
Franz-Xaver Steiner (* 13. Juli 1924 in Ried-Brig; † 1. Januar 2010 in Brig; heimatberechtigt in Ried-Brig) war ein Schweizer Politiker (CVP).

## Leben
Steiner studierte nach dem Schulbesuch Rechtswissenschaften und war anschliessend als Rechtsanwalt und Notar tätig. Bereits frühzeitig begann er seine politische Laufbahn in der CVP, die er zwischen 1961 und 1973 im Grossen Rat des Kantons Wallis vertrat. 
1973 erfolgte seine Wahl zum Staatsrat. Zunächst stand bis 1981 dem Baudepartement vor und danach bis 1985 dem Departement für Sozialwesen sowie Justiz und Polizei. In seine Amtszeit als Baustaatsrat fielen die Erschliessungen von Bergdörfern durch den Bau von Strassen sowie insbesondere der 1985 fertiggestellte Mittal-Tunnel, der den engen und steilen Abschnitt des unteren Lötschentals zwischen Gampel und Goppenstein umgeht und zwischen Hohtenn und Goppenstein 4,2 Kilometer durch den Berghang des Hohgleifen führt. Als Vorsteher des Sozialdepartements trat er für den Ausbau von Behindertenwerkstätten im Kanton Wallis ein.

## Politische Ämter
- Grossrat von Brig (1957)
- Grossrat von Brig (1961–1973)
- Staatsrat (1973–1985)